# Seznam belgijskih smučarjev
Seznam Belgijskih smučarjev.

## A
- Kai Alaerts
- Xan Alaerts

## B
- Jeroen Van Den Bogaert
- Dries Van den Broecke
- Frederik Van Buynder
- Isabel Van Buynder

## D
- Marjolein Decroix
- Michèle Brigitte Dombard

## G
- Benjamin Gardet
- Sam Greefs

## L
- Leo Lamon

## M
- Sam Maes
- Armand Marchant
- Axelle Mollin
- Bart Mollin

## N
- Mathilde Nelles

## P
- Karen Persyn

## R
- Sara Roggeman

## V
- Kim Vanreusel
- Tom Verbeke